# 尼姆鲁德透镜
尼姆鲁德透镜，也被称为莱亚德透镜，是一块公元前8世纪的石英镜片，1850年，由奥斯汀·亨利·莱亚德在位于伊拉克的尼姆鲁德亚述宫殿遗址中发现。 它可能被用作放大镜或聚集阳光来生火用的镜片，也有可能只是一块装饰性镶嵌物。 

## 描述
尼姆鲁德透镜略呈椭圆形，可能在切割宝石用的轮盘上经过粗磨处理。它的焦点长约11厘米，焦距约为12厘米，  这相当于一个3倍的放大镜。透镜的表面有十二个在研磨过程中打开的空腔，其中可能含有石脑油或原始晶体中的液体。虽然该焦点制作非常粗糙，但该镜片还是可以聚焦阳关。由于镜片由天然石英制成，因此镜片的材质不会随着时间的推移而劣化。
尼姆鲁德透镜现陈列于大英博物馆。

## 用途
该透镜的用途尚不清楚，一些学者认为它被用作光学镜片，另一些则认为它仅仅用作装饰。
古代亚述出土了众多精美的雕刻，而亚述工匠在雕刻过程中可能需要放大镜这种工具。透镜的发现者指出，他在亚述遗址中出土的文物上发现了非常小的铭文，他认为这些铭文是在放大镜的帮助下才能够雕刻完成的，而尼姆鲁德透镜就是其中的一种。
罗马大学的意大利科学家乔瓦尼·佩蒂纳托提出，古代亚述人将这个透镜望远镜的一部分，这解释了为何他们有着丰富的天文学知识（参见巴比伦天文学）。亚述考古学专家并不认同此观点，他们怀疑透镜的光学质量远没有达到天文观测的标准。亚述人将土星视为被蛇环包围的神，佩蒂纳托认为这是他们对通过望远镜看到的土星环的解释。其他专家则表示，蛇经常出现在亚述神话中，并指出在许多现存的亚述天文学著作中都没有提到望远镜的存在。
莱亚德在他的著作中写道，在发现透镜时，它被埋在其他玻璃片下面，这些玻璃片看起来像是一个由木头或象牙制作的物体表面的釉质，但发现时已经分解了。大英博物馆馆长的笔记提出，尼姆鲁德透镜可以“作为一件镶嵌物，也许用于家具装饰”，并且没有证据表明亚述人使用的透镜具有光学特性，例如用于放大、望远镜或点火。
类似的物品在完成于公元前2000年左右的《伊什塔尔和伊兹杜巴尔史诗》第四栏《伊兹杜巴尔加冕》中提到过，在第10节，上面写到：

“然后国王站起来，拿起了镜片，并在祈祷前将其放在阳光下。祭坛堆满了等待的燃料。很快，圆形的火点出现，被点燃的燃料仿佛镀了金。祭坛上照耀着温和的阳光，而人们在歌唱！”